# (7132) Casulli
(7132) Casulli ist ein Asteroid des inneren Hauptgürtels, der am 17. September 1993 vom italienischen Amateurastronomen Antonio Vagnozzi am Santa Lucia Stroncone-Observatorium (IAU-Code 589) in Stroncone in der Region Umbrien entdeckt wurde.
Der Asteroid wurde nach dem italienischen Amateurastronomen Vincenzo Silvano Casulli (1944–2018) benannt, dem es als erstem Amateurastronomen gelang, mit einer CCD-Kamera präzise astrometrische Daten von Asteroiden zu erhalten.